# Diogmites symmachus
Diogmites symmachus là một loài ruồi trong họ Asilidae. Diogmites symmachus được Loew miêu tả năm 1872. Loài này phân bố ở vùng Tân Bắc giới.